# Michal Viewegh
Michal Viewegh, češki pisatelj, * 31. marec 1962, Praga

## Življenje
Michal Viewegh, avtor romanov in kratkih zgodb, je velika zvezda češkega leposlovja devetdesetih let. Veliko literarno odkritje z začetka obdobja češke tranzicije nadaljuje svojo sijajno literarno kariero in je že nekaj let najuspešnejši češki pisatelj in izredno priljubljen pri bralcih.
Njegova dela izhajajo v velikanskih nakladah in doživljajo ponatise ter so prevedena v osemnajst jezikov.